# MEG (가수)

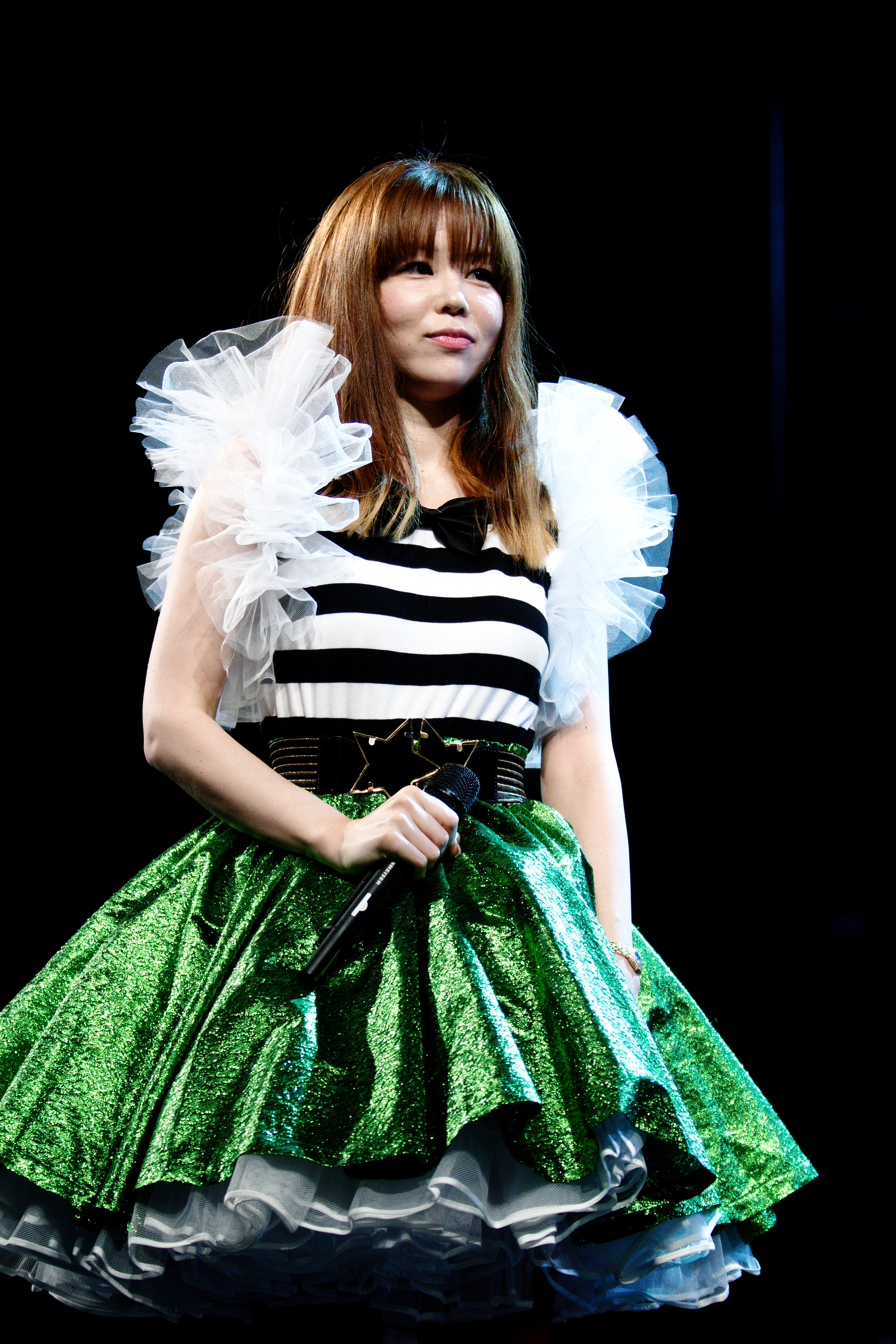

메그(MEG, 1980년 10월 3일 ~ )는 일본의 가수, 패션 모델, 디자이너이다. 히로시마현에서 태어났으며, 2006년 1월 meg에서 MEG로 개명했다.

## 음반 목록

### 싱글
1. 스캔티 블루스 (2002년 7월 10일)
2. 이케나이코토카이 / 가사토시즈쿠 (2002년 9월 11일)
3. 고로 (2003년 3월 26일)
4. GROOVE TUBE (2003년 6월 11일)
5. STEREO04 (2004년 12월 1일)
6. ROCKSTAR (2006년 3월 15일)
7. DAWN (2006년 9월 20일)
8. 아마이 제이타쿠 (2007년 5월 30일)
9. OK (2007년 10월 3일)
10. MAGIC (2008년 3월 5일)
11. HEART (2008년 5월 7일)
12. PRECIOUS (2008년 9월 17일)
13. FREAK (2009년 2월 11일)
14. SECRET ADVENTURE (2010년 4월 28일)
15. PASSPORT / PARIS (2010년 8월 25일)
16. TRAP (2012년 6월 13일)
17. SAVE (2013년 6월 5일)
18. KISS OR BITE (2013년 6월 5일)

### 앨범
1. mgrmx (2003년 3월 12일) * 리믹스 앨범
2. room girl (2003년 7월 9일)
3. Dithyrambos (2006년 11월 22일)
4. aquaberry (2007년 4월 11일)
5. BEAM (2007년 12월 5일)
6. STEP (2008년 6월 18일)
7. BEAUTIFUL (2009년 5월 27일)
8. Journey (2009년 8월 26일) * 미니 앨범
9. MAVERICK (2010년 6월 23일)
10. BEST FLIGHT (2010년 9월 29일) * 베스트 앨범
11. WEAR I AM (2012년 10월 3일)
12. CONTINUE (2013년 12월 4일)